# Seznam španskih zgodovinarjev
Seznam španskih zgodovinarjev.

## A
- José Álvarez Junco
- Diego Angulo Íñiguez (umetnostni)
- Ferran Archilés i Cardona
- Julio Aróstegui
- Jaume Aurell
- Manuel Aznar Zubigaray

## B
- Justo Beramendi
- Antonio Bonet Correa (umetnostni)

## C
- José Camón Aznar (1898-1979) (umetnostni)
- Jordi Canal i Morell
- Antonio de Capmany y Montpalau
- Bartolomé de Las Casas
- Américo Castro (1885-1972)
- Pedro Cieza de León
- Jose Antonio Conde
- Jaime Contreras

## D
- Antonio Domínguez Ortiz (1909-2003)
- Diego Durán

## F
- Enrique Florez
- Josep Fontana i Lázaro (1931-2018)
- Hernando de Escalante Fontaneda

## G
- Julián Gállego (1919-2006) (umetnostni)
- Miguel Artola Gallego (1923-)
- Ricardo García Cárcel
- Francisco López de Gómara
- Eduardo González Calleja

## H
- Antonio de Herrera y Tordesillas

## L
- Juan Antonio Llorente
- Bartolomé Leonardo de Argensola
- Pero López de Ayala

## M
- Salvador de Madariaga y Rojo (1886 – 1978)
- Gregorio Marañón?
- Juan de Mariana
- José Urbano Martínez Carreras
- Ana Martínez Rus
- Juan Francisco Masdeu
- Javier Moreno Luzón
- Arsenio Moreno Mendoza (umetnostni)

## N
- Juan Núñez de la Peña
- Xosé Manoel Núñez Seixas

## O
- Gonzalo Fernández de Oviedo y Valdés

## P
- Alfonso Pérez Sánchez
- José Manuel Pita Andrade (uimetnostni)

## R
- José Amador de los Rios
- Borja de Riquer
- Eloy Benito Ruano (1921-2014)
- Antonio Rumeu de Armas (1912-2006)

## S
- Santiago Sebastián (umetnostni)
- Ferran Soldevila i Zubiburu
- Luis Suárez Fernández
- Joan Sureda i Pons (umetnostni)

## T
- Manuel Tuñón de Lara

## U
- Jesús Urrea (umetnostni)

## V
- Julio Valdeón Baruque
- Enrique Valdivieso (1943-)
- Inka Garcilaso de la Vega
- José de Viera y Clavijo
- Ramón Villares
- Jaime Vicens Vives
- Jerónimo de Vivar

## W
- William Tudelaski

## Z
- Jeronimo Zurita y Castro